# Nesticella okinawaensis
Nesticella okinawaensis är en spindelart som först beskrevs av Takeo Yaginuma 1979.  Nesticella okinawaensis ingår i släktet Nesticella och familjen grottspindlar. Inga underarter finns listade i Catalogue of Life.